# HD 130917
HD 130917，又名BD+29 2581，SAO 83551、HR 5532，是一颗恒星，视星等为5.8，位于銀經43.16，銀緯63.83，其B1900.0坐标为赤經14h 45m 40s，赤緯+29° 63.83′ 48″。